# El Gramiyal
El Gramiyal é uma junta de governo da Entre Ríos, na Argentina.